# 南宋石刻公园
南宋石刻公园位於中国浙江省宁波市东钱湖镇上水村与横街村交界处，是一座以石刻遗存为主题的公园。公园以南宋齐国公史渐墓道为中心，将散落在东钱湖附近各个山谷沟壑中的零星石刻收集并形成各个景点。本园于2006年9月開園，此后经过两次次扩建，形成一處包含史渐墓道、史涓墓道、包桢墓三处被纳入全国重点文物保护单位的墓道遗址，以及三字经广场、牌坊古道、民间艺术墙等十处旅游景观的公园。公园于2011年6月获得中国民族建筑研究会和中国文物保护基金会授予的“国家文物保护最佳工程奖”。

## 历史
南宋石刻公园所在的东钱湖区域曾经集中了南宋4位宰相史浩、史彌遠、郑清之、史嵩之的墓园，其中的东钱湖史氏家族曾经诞生了“一门三宰相、四世两封王、五尚书、七十二进士”，也留下了七十余座南宋墓葬以及墓地石刻。但随着时间的推移，石刻也遭到了不同程度的破坏。2001年，以史渐墓道为代表的东钱湖石刻成为第五批全国重点文物保护单位。此后的2005年11月，南宋石刻公园动工，并以“江南兵马俑”为卖点建造公园以吸引游客，公园于2006年9月开园，共汇集了200余件石刻文物。与此同时，公园和北京大学合作，对石刻进行清洗、加固和修补。2007年，公园二期开园。2011年，公园在进行三期扩建时，修复了园内的宋代古墓史涓墓（可能为史曼卿墓）以及明代古墓包桢墓，这两处古墓被并入全国重点文物保护单位东钱湖墓葬群中。在三期扩建中，增加了明清吉祥雕刻数千件。扩建后的南宋石刻公园于2011年开园。

## 園內景點

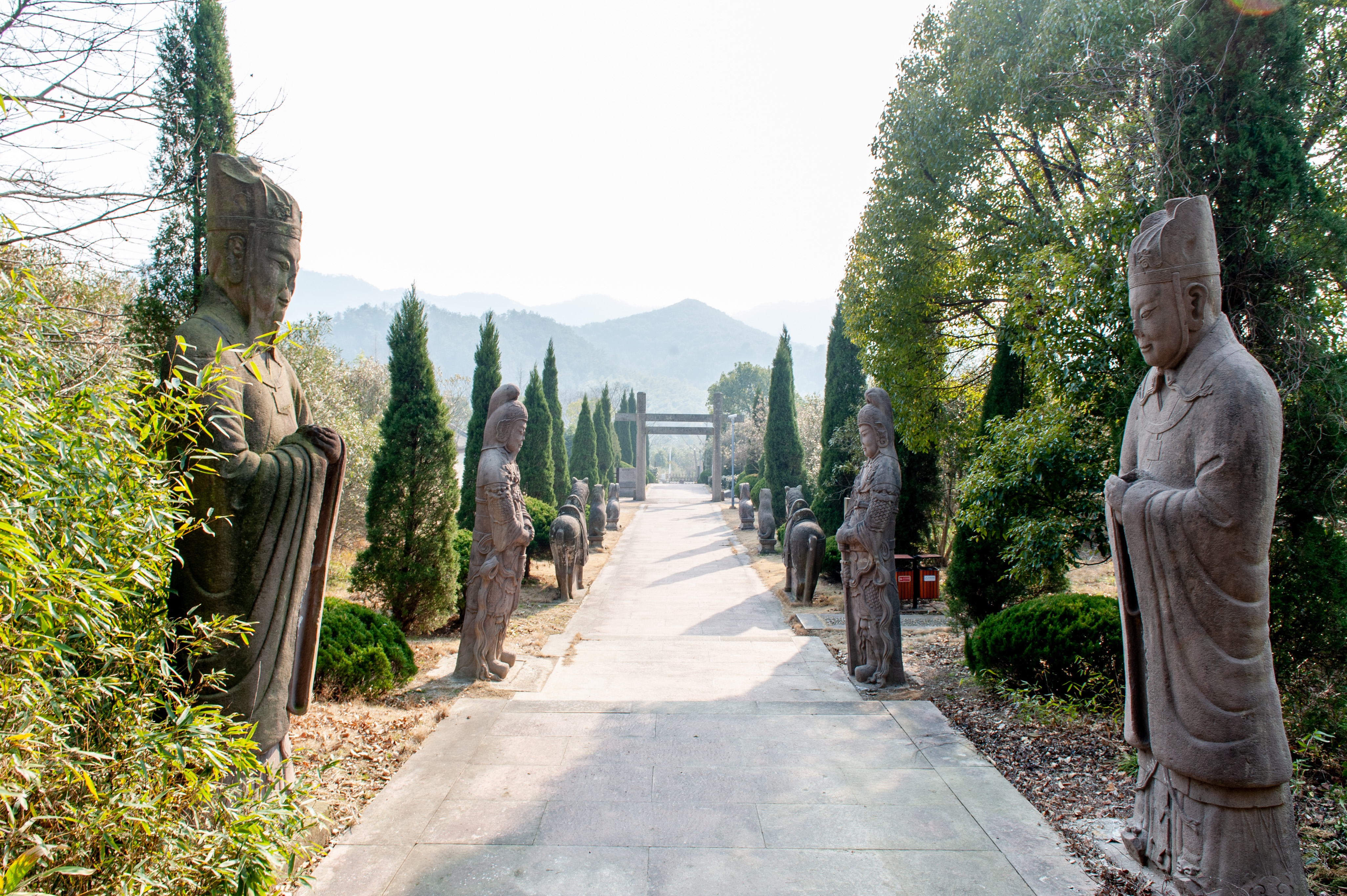
史渐墓道两侧的石像生

南宋石刻公园由室内博物馆、史渐墓道、瞻仰之道、百代师表、闾陌气节、吉祥之道、历史沧桑、南宋衣冠等景点组成。其中，室内博物馆介绍了东钱湖南宋石刻的发展史和分部情况。史渐墓道为中国保存最完好的南宋墓道，全长170余米，现存石笋、石虎、石羊、石马、石武将、石文臣等各1对。瞻仰之道展现了宋、明、清风格的三座石碑坊以及五十余尊文臣武将像。2011年扩建的公园三期则增加了三字经广场、牌坊古道和民间艺术墙。其中，三字经广场展现了鄞县人王应麟及其所作《三字经》，背面则为楼璹所绘《耕织图》。牌坊古道为连接东、西主景区的道路，立有五道清代单门双柱石牌坊，路边设有石羊、石马等残件，与古墓相呼应。民间艺术墙则为旧石料、旧砖瓦砌筑的装饰墙，这些石料的历史上至唐宋，下至民国，连接诸神主题、曲廊、百兽坪、灵草主题、喜神主题、塔林梵风、渔樵耕读、财神主题、半山茶肆、八仙主题、岁月湮没的文明多个景点。

## 争议
南宋石刻公园将石刻作为旅游资源的做法在一开始便存在争议。东钱湖石刻群的发现者，宁波文保专家杨古城曾经对石刻的过度商业化表示担忧，但石刻公园方面表示，石刻集中后能够有效避免盗窃和毁坏，同时东钱湖附近仍有200余件石像生处于原地保护状态。公园开业后，参观者以海外游客尤其是日本游客居多，而本地游客稀少，缺乏有效的解说被认为是主要原因。2011年，石刻公园三期引入八仙、门神、财神等民俗元素，意在聚拢人气，但这一展示因为影响原有南宋石刻稀缺价值的表达而遭到业内人士的批评。

## 参观信息
南宋石刻公园门票为55元人民币，开放时间为8:00至16:30。宁波公运公交在公园附近设有南宋石刻公园公交车站。